# 9月29日 (旧暦)
旧暦9月29日は旧暦9月の29日目である。年によっては9月の最終日となる。六曜は先勝である。

## できごと
- 天平19年（ユリウス暦747年11月6日） - 東大寺大仏の鋳造を開始
- 建仁3年（ユリウス暦1203年11月4日） - 執権・北条時政が将軍・源頼家を伊豆修善寺に幽閉
- 天和元年（グレゴリオ暦1681年11月9日） - 辛酉革命のため延宝から天和に改元

## 誕生日
- 天保8年（グレゴリオ暦1837年10月28日） - 徳川慶喜、江戸幕府15代将軍（+ 1913年）
- 天保14年（閏9月）（グレゴリオ暦1843年11月20日） - 品川弥二郎、長州藩士・政治家（+ 1900年）
- 文久2年（グレゴリオ暦1862年11月20日） - 黒岩涙香、新聞記者・小説家（+ 1920年）
- 慶応元年（グレゴリオ暦1865年11月17日） - 内田康哉、外交官･政治家（+ 1936年）

## 忌日
- 延長8年（ユリウス暦930年10月23日） - 醍醐天皇[1]、60代天皇（* 885年）
- 天暦3年（ユリウス暦949年10月23日） - 陽成天皇、57代天皇（* 868年）
- 天正2年（ユリウス暦1574年10月13日） - 織田信広、武将
- 正徳2年（グレゴリオ暦1712年10月29日） - 柳原資廉、公卿（* 1644年）
- 享和元年（グレゴリオ暦1801年11月5日） - 本居宣長、国学者（* 1730年）